# Maurice Merleau-Ponty
Maurice Merleau-Ponty (Rochefort-sur-Mer, 14 de março de 1908 — Paris, 3 de maio de 1961) foi um filósofo fenomenólogo francês, fortemente influenciado por Edmund Husserl e Martin Heidegger. 
A constituição do significado na experiência humana foi seu principal interesse e ele escreveu sobre percepção, arte, política, religião, biologia, psicologia, psicanálise, linguagem, natureza e história. 

## Biografia
Estudou na Escola Normal Superior de Paris, graduando-se em filosofia em 1931. Lecionou em vários liceus antes da Segunda Guerra, durante a qual serviu como oficial do exército francês. Em 1945 foi nomeado professor de filosofia da Universidade de Lyon. Em 1949 foi chamado a lecionar na Universidade de Paris I (Panthéon-Sorbonne).
Em 1952 ganhou a cadeira de filosofia no Collège de France. De 1945 a 1952 foi co-editor (com Jean-Paul Sartre) da revista Les Temps Modernes.
Suas primeiras obras procuraram dialogar com a psicologia, casos de La Structure du comportement (1942) e Phénoménologie de la perception (1945).  Influenciado pela obra de Edmund Husserl, Merleau-Ponty procura dar carnalidade à consciência intencional de seu mestre e precursor. Nesse sentido, leva a filosofia de Husserl até as últimas consequências de sua encarnação no mundo da vida. Em Fenomenologia da Percepção, Merleau-Ponty critica a existência cartesiana do homem pelo cogito. Para o fenomenólogo, o homem se faz presente pelo seu corpo e este participa do processo cognitivo.
Voltando sua atenção para a questões sociais e políticas, Merleau-Ponty publicou em 1947 um conjunto de ensaios marxistas - Humanisme et terreur ("Humanismo e Terror"), a mais elaborada defesa do comunismo soviético do final dos anos 1940. Contrário ao julgamento do terrorismo soviético, atacou o que considerava "hipocrisia ocidental". Porém a guerra da Coreia desiludiu-o e fê-lo romper com Sartre, que apoiava os comunistas da Coreia do Norte.
Em 1955, Merleau-Ponty publicou mais ensaios marxistas, Les Aventures de la dialectique ("As Aventuras da Dialética"). Essa coleção, no entanto, indicava sua mudança de posição: o marxismo não aparece mais como a última palavra na História, mas apenas como uma metodologia heurística.
Merleau-Ponty morreu repentinamente de infarto, em 1961 aos 53 anos, aparentemente enquanto preparava-se para uma aula sobre René Descartes, deixando um manuscrito inacabado, que foi publicado postumamente em 1964, com uma seleção de notas de trabalho de Merleau-Ponty, organizados por Claude Lefort como "O visível e o invisível". Foi sepultado no cemitério Père Lachaise, em Paris, juntamente com sua mãe Louise, sua esposa Suzanne e sua filha Marianne.

## Pensamento
Tomando como ponto de partida o estudo da percepção, Merleau-Ponty é levado a reconhecer que o "corpo próprio" não é apenas uma coisa, um objeto potencial de estudo para a ciência, mas também é uma condição permanente da experiência, que é constituinte da abertura perceptiva para o mundo e seu investimento. Ele então enfatiza que há uma consciência e um corpo inerentes que a análise da percepção deve levar em conta. Por assim dizer, a primazia da percepção significa um primado da experiência, na medida em que a percepção tem uma dimensão ativa e constitutiva.
O desenvolvimento do seu trabalho estabelece, assim, um reconhecimento da análise como uma corporalidade da consciência da intencionalidade corporal, contrastando com o dualismo das categorias ontológicas corpo / mente, de Rene Descartes, filósofo a quem Merleau-Ponty permaneceu atento apesar das diferenças significativas entre eles. Ele então começou um estudo da encarnação do indivíduo no mundo, tentando superar a alternativa de pura liberdade e determinismo puro, como a diferença entre o próprio corpo e os demais corpos.
Segundo Merleau-Ponty, quando o ser humano se depara com algo que se apresenta diante de sua consciência, primeiro nota e percebe esse objecto em total harmonia com a sua forma, a partir de sua consciência perceptiva. Após perceber o objecto, este entra em sua consciência e passa a ser um fenômeno.
Com a intenção de percebê-lo, o ser humano intui algo sobre ele, imagina-o em toda sua plenitude, e será capaz de descrever o que ele realmente é. Dessa forma, o conhecimento do fenômeno é gerado em torno do próprio fenômeno.
Para Merleau-Ponty, o ser humano é o centro da discussão sobre o conhecimento. O conhecimento nasce e faz-se sensível em sua corporeidade.

## Publicações
- 1942 La Structure du comportement (Paris: Presses Universitaires de France, 1942)
- 1945 Phénoménologie de la perception (Paris: Gallimard, 1945)
- 1933–1946 Le primat de la perception et ses conséquences philosophiques (Lagrasse: Éditions Verdier, 1996)
- 1947 Humanisme et terreur, essai sur le problème communiste (Paris: Gallimard, 1947)
- 1948 Sens et non-sens (Paris: Nagel, 1948, 1966)
- 1948 Causeries 1948 (Paris: Seuil, 2002)
- 1949–1950 Conscience et l'acquisition du langage (Paris: Bulletin de psychologie, 236, vol. XVIII, 3-6, Nov. 1964)
- 1949–1952 Merleau-Ponty à la Sorbonne: résumé de cours, 1949–1952 (Grenoble: Cynara, 1988)
- 1951 Les Relations avec autrui chez l’enfant (Paris: Centre de Documentation Universitaire, 1951, 1975)
- 1953 Éloge de la philosophie, Leçon inaugurale faite au Collège de France, Le jeudi 15 janvier 1953 (Paris: Gallimard, 1953)
- 1955 Les Aventures de la dialectique (Paris: Gallimard, 1955)
- 1958 Les Sciences de l’homme et la phénoménologie (Paris: Centre de Documentation Universitaire, 1958, 1975)
- 1960 Éloge de la philosophie et autres essais (Paris: Gallimard, 1960)
- 1960 Signes (Paris: Gallimard, 1960)
- 1961 L’Œil et l’esprit (Paris: Gallimard, 1961)
- 1964 Le Visible et l’invisible, suivi de notes de travail Edited by Claude Lefort (Paris: Gallimard, 1964)
- 1968 Résumés de cours, Collège de France 1952–1960 (Paris: Gallimard, 1968)
- 1969 La Prose du monde (Paris: Gallimard, 1969)